# Fibrocemento

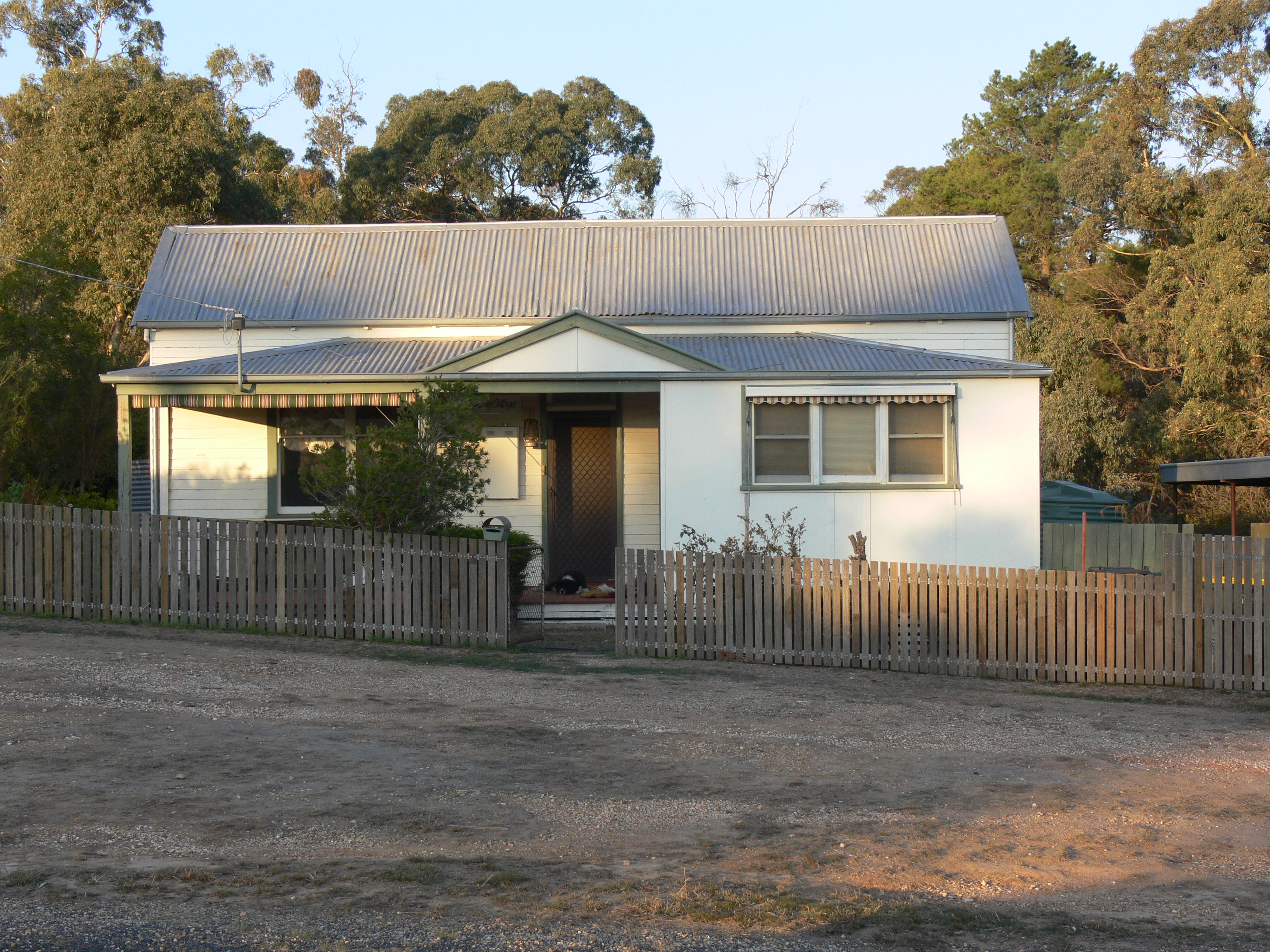
Tejado de planchas onduladas de fibrocemento.

El fibrocemento, también llamado uralita, es un material utilizado en la construcción, compuesto por un aglomerante —que puede ser un material inorgánico hidráulico como el cemento o un silicato de calcio— reforzado con fibras orgánicas, minerales y/o fibras inorgánicas sintéticas. Originalmente las fibras de refuerzo del fibrocemento eran de amianto o asbesto, pero al demostrarse el efecto cancerígeno de esta sustancia, se empezaron a usar otros materiales, principalmente la fibra de vidrio.
El fibrocemento se emplea principalmente para el revestimiento, aislamiento e impermeabilización de numerosas estructuras.

## Fabricación
El origen del fibrocemento se remonta a 1900, año en el que fue ideado por Ludwig Hatschek, un ingeniero austríaco.
Para la fabricación del fibrocemento, originalmente se utilizaba el amianto como fibra de refuerzo, pero cuando se hicieron patentes los problemas de salud que causa, se fue abandonando paulatinamente su uso en los distintos países (en España, a partir de la década de 1990). Una vez llegado al final de su vida útil y según la legislación vigente es España, es necesario proceder a su sustitución por otro material no cancerígeno. Se ha intentado sustituir el amianto por otros tipos de fibras, como fibras de celulosa, fibras vinílicas, o fibra de vidrio. El último caso ha tenido una gran aceptación por parte del mercado, al no ser un material nocivo para la salud y al haber mejorado las propiedades mecánicas del fibrocemento. Sin embargo, los tubos de todo tipo, que se fabricaban mediante centrifugado del material, no han logrado ser reproducidos con celulosa, por lo que ha debido abandonarse su uso.
En la actualidad se ha empezado a utilizar la fibra de vidrio AR (álcali resistente) dado que ofrece un refuerzo superior al polipropileno que fue el producto sustituto en el momento que se dejó de usar el amianto. Contienen en su fabricación óxido de circonio en un 14 % aproximadamente y la alcalinidad del cemento no las afecta. Se puede adicionar hasta un 3 % con respecto a la cantidad de cemento y previenen la formación de fisuras.

## Características
Las placas de fibrocemento son impermeables y fáciles de cortar y de perforar. Son resistentes a la humedad e impiden la proliferación de moho y bacterias. Por sus propiedades, se utilizan principalmente en construcciones como material de acabado y como soporte para el recubrimiento de paramentos exteriores y en forma de tuberías, bajantes, tejados, etc.
Es un material relativamente económico y muy ligero por lo que se utilizaba ampliamente en la construcción de almacenes y naves ganaderas. Las placas constituidas por este material se presentan lisas u onduladas en distintas longitudes, además se fabrican piezas especiales de las más variadas formas.
La demolición de elementos en fibrocemento que contengan asbesto (amianto) es muy peligrosa y debe estar estrictamente controlada, ya que las microfibras de asbesto inhaladas provocan asbestosis y elevan enormemente el riesgo de un tipo muy concreto de cáncer de pleura llamado mesotelioma (entre otras enfermedades).

## Usos
El fibrocemento se puede usar en la construcción de los siguientes elementos:
- Planchas onduladas para cubiertas.
- Paneles sándwich para cubiertas.
- Paneles para fachadas ventiladas.
- Lamas de revestimiento.
- Tubos de agua a presión (riego o abastecimiento de agua potable).
- Tubos para drenaje o alcantarillado por gravedad.
- Depósitos de almacenamiento de agua de pequeño tamaño.
- Chimeneas.
- Piscinas.

## Subvenciones y ayudas para la retirada
En España, debido a la peligrosidad del amianto contenido en el fibrocemento antiguo, existen programas de subvenciones y ayudas públicas destinadas a la retirada segura de este material. Estas ayudas, gestionadas por las comunidades autónomas y ayuntamientos, están dirigidas tanto a particulares como a comunidades de vecinos, y forman parte de las iniciativas para cumplir con los compromisos europeos de eliminación del amianto en edificios. Las subvenciones suelen incluirse dentro de los programas de rehabilitación energética y mejora de edificios, cubriendo parte de los costes de retirada y sustitución del material por alternativas seguras.